# Glyphosat
Glyphosate (N-(phosphonomethyl)glycine) là một loại thuốc diệt cỏ và để "làm khô" vụ mùa (Crop desiccation). Nó là một hợp chất hữu cơ phosphor, rõ ràng hơn một phosphonat. Nó được sử dụng để diệt cỏ dại, đặc biệt là cỏ dại lá rộng hàng năm và cỏ cạnh tranh với mùa màng. Nó được nhà hóa học John E. Franz của hãng Monsanto khám phá là một loại thuốc diệt cỏ vào năm 1970. Monsanto Mang nó ra thị trường vào năm 1974 dưới tên thương mại là Roundup và bằng sáng chế Hoa Kỳ của Monsanto liên quan đến thương mại hết hạn vào năm 2000.
Nông dân nhanh chóng dùng glyphosate, đặc biệt là sau khi Monsanto giới thiệu các loại cây trồng kháng glyphosate (Roundup Ready crops), tạo điều kiện cho nông dân để diệt cỏ dại mà không giết chết cây trồng của họ. Thuốc trừ cỏ glyphosate có phổ tác động rộng, diệt trừ được hầu hết các loại cỏ đa niên và cỏ hàng niên. Đặc biệt thuốc có hiệu qủa cao và kéo dài đối với một số loại cỏ khó trừ như cỏ tranh, cỏ mắc cỡ, lau sậy và cỏ ống. Năm 2007, glyphosate là loại thuốc diệt cỏ được sử dụng nhiều nhất trong lĩnh vực nông nghiệp ở Hoa Kỳ và nhiều thứ hai sử dụng trong sân và ngoài vườn (2,4-D được sử dụng nhiều nhất), bởi chính phủ, ngành công nghiệp và thương mại. Đến năm 2016 việc sử dụng thuốc diệt cỏ dựa vào chất này gia tăng 100 lần so với cuối những năm 1970, dự kiến sẽ tăng thêm trong tương lai, một phần để đáp ứng với sự xuất hiện toàn cầu và lây lan của cỏ dại kháng chất glyphosate.:1
Glyphosate được hấp thụ qua lá, và một phần nhỏ qua rễ, và vận chuyển đến các điểm phát triển. Nó ức chế enzyme thực vật liên quan đến tổng hợp của ba amino acid thơm: tyrosine, tryptophan và phenylalanine. Do đó, nó chỉ có hiệu quả đối với các cây trồng đang phát triển và không có hiệu quả như là một chất diệt cỏ trước khi phát ra. Ngày càng có nhiều cây trồng đã được biến đổi gen để dung nạp glyphosate (ví dụ đậu tương Roundup Ready, cây Roundup Ready đầu tiên do Monsanto tạo ra) cho phép nông dân sử dụng glyphosate như là một chất diệt cỏ sau khi cỏ dại lan ra. Sự phát triển của tính kháng glyphosate trong các loài cỏ dại đang trở thành một vấn đề tốn kém.
Mặc dù glyphosate và các công thức như Roundup đã được các cơ quan quản lý trên toàn thế giới chấp nhận, mối quan tâm về tác động của chúng đối với con người và môi trường vẫn tồn tại. Nhiều cuộc xem xét về quy định và học thuật đã đánh giá độc tính tương đối của glyphosate như một chất diệt cỏ. Nghiên cứu về độc tính của viện Liên bang về Đánh giá Rủi ro Đức năm 2013 cho thấy "các dữ liệu sẵn có là mâu thuẫn và không thuyết phục" về tương quan giữa tiếp xúc với các công thức glyphosate và nguy cơ với các bệnh ung thư khác nhau, bao gồm ung thư máu không Hodgkin (NHL)  Một phân tích thống kê (meta-analysis) được công bố vào năm 2014 xác định nguy cơ tăng NHL ở những người lao động tiếp xúc với các công thức glyphosate . Vào tháng 3 năm 2015, Cơ quan Nghiên cứu Quốc tế về Ung thư của Tổ chức Y tế Thế giới đã phân loại glyphosate là "có thể gây ung thư ở người" (loại 2A) dựa trên nghiên cứu dịch tễ học, nghiên cứu trên động vật và nghiên cứu in vitro Vào tháng 11 năm 2015, Cơ quan An toàn Thực phẩm châu Âu đã công bố báo cáo đánh giá về glyphosate, kết luận rằng "chất này không có khả năng độc tính di truyền (tức là làm hư hỏng DNA) hoặc gây nguy cơ gây ung thư cho người". Hơn nữa, báo cáo cuối cùng đã làm rõ rằng, mặc dù có thể có các công thức có chứa chất gây ung thư và glyphosate, các nghiên cứu "chỉ nhìn vào hoạt chất glyphosate không cho thấy hiệu quả này" Ủy ban chung của WHO và FAO về dư lượng thuốc trừ sâu đã ban hành một báo cáo vào năm 2016 xác nhận rằng việc sử dụng các công thức glyphosate không gây nguy hiểm cho sức khoẻ và cũng cho phép các giới hạn ăn vào hàng ngày được chấp nhận cho độc tính mãn tính. Cơ quan Hóa chất châu Âu (ECHA) duy trì phân loại glyphosate hiện tại của họ như là một chất gây tổn hại mắt nghiêm trọng và là một chất độc hại cho sinh vật thủy sinh, nhưng không tìm thấy bằng chứng liên quan đến chất gây ung thư, đột biến, độc hại đối với sinh sản, đến các cơ quan cụ thể.

## Cơ chế tác động
Glyphosate tham gia vào con đường sinh tổng hợp a xít amin thơm đặc hiệu chỉ có ở thực vật, không có ở người và động vật:
- Glyphosate ức chế hoạt động của enzyme enolpyruvylshikimate-3-phosphate synthase (EPSPS). Enzyme EPSPS này tham gia vào quá trình sinh tổng hợp các amino acid thơm trên cây cỏ;
- Do bị ức chế, EPSPS không có khả năng tổng hợp những hợp chất thơm cần thiết cho cây cỏ sinh trưởng và phát triển, dẫn đến cây cỏ bị chết.
Enzyme EPSPS và quá trình sinh tổng hợp amino acid thơm không tìm thấy ở người và động vật, điều này giải thích cơ chế tác động đặc hiệu trên thực vật của glyphosate mà tác động đến người và động vật.

## Lịch sử sử dụng trong hơn 40 năm qua
Thuốc trừ cỏ glyphosate phòng trừ cỏ dại hiệu quả.
- Đối với bất kỳ một loại thuốc BVTV nào cũng đều có các yêu cầu nhất định về số lượng các loại số liệu cần nghiên cứu trước khi đăng ký. Tuy nhiên, glyphosate là trường hợp ngoại lệ về số lượng nghiên cứu độc tính nhiều hơn so với các thuốc BTVT khác bởi lẽ có rất nhiều cơ quan có thẩm quyền, các tổ chức khoa học và thậm chí rất nhiều các công ty đều thực hiện các nghiên cứu độc tính của glyphosate.
- Trong trường hợp ăn phải glyphosate, về cơ bản glyphosate không bị chuyển hóa và nhanh chóng bị bài tiết ra ngoài cơ thể mà không thay đổi nguyên trạng của nó.
- Khả năng bay hơi thấp: Khả năng bay hơi của glyphosate là rất thấp, nghĩa là rất khó xảy ra trường hợp glyphosate ở ruộng này bốc hơi ảnh hưởng sang ruộng bên cạnh;
- Liên kết chặt chẽ với đất: glyphosate nhanh chóng bị hấp thụ và kết hợp chặt với hầu hết các loại đất. Đặc tính này làm giảm độ sinh khả dụng của hoạt chất này ngay sau khi sử dụng, nói một cách khác là đặc tính này làm tăng mức độ an toàn khi tiếp xúc với glyphosate trên đồng ruộng. Sự liên kết chặt chẽ với môi trường đất cũng sẽ hạn chế quá trình khuếch tán của glyphosate sang môi trường xung quanh hay vào nguồn nước ngầm.
- Phân hủy bởi vi sinh vật: glyphosate bị phân hủy bởi vi sinh vật đất thành các sản phẩm tự nhiên, bao gồm carbon dioxide và phosphate. Tùy thuộc vào đặc tính của đất, mật độ vi sinh vật, điều kiện môi trường, thời gian bán rã của glyphosate trong đất dao động khoảng 1 tháng. Thời gian bán rã của glyphosate ngắn hơn các loại thuốc trừ cỏ khác như trifluralin, sulcotrione, metazachlor và metamitron.
- Tích tụ sinh học: glyphosate không tích tụ sinh học, vì vậy không bị khuếch đại qua chuỗi thức ăn. Các nghiên cứu trên động vật cho thấy trong trường hợp có lượng glyphosate tối thiểu trong mô động vật, và nếu phơi nhiễm xảy ra thì glyphosate cũng sẽ nhanh chóng bị loại bỏ.
- Ảnh hưởng đến vi sinh vật: Ảnh hưởng của glyphosate đối với vi sinh vật đất đã được đánh giá rộng rãi. Mặc dù một số vi khuẩn và nấm rất nhạy cảm với glyphosate, kết quả nghiên cứu trong 19 năm qua đã chứng minh rằng glyphosate không có ảnh hưởng đến quần xã vi sinh vật.

## Danh sách các quốc gia phê duyệt
Trong số 160 quốc gia đã phê duyệt cho phép sử dụng glyphosate, tùy thuộc vào nhu cầu cụ thể của mỗi quốc gia, việc phê duyệt cho mục đích sử dụng glyphosate là khác nhau. Trong khi mục đích sử dụng trong nông nghiệp được hầu hết các quốc gia chấp thuận, một số nước hạn chế sử dụng trong lĩnh vực phi nông nghiệp. Cụ thể như sau:
- Trong nông nghiệp
- Diệt trừ cỏ dại trên các loại cây trồng Làm sạch ruộng trước khi canh tác Trong công nghiệp
- Kiểm soát cỏ dại tại các khu công nghiệp, dọc đường cao tốc Loại bỏ cỏ dại khu trường học, công viên, khu vui chơi giải trí Quản lý môi trường sống của các loài thực vật bản địa đang bị đe dọa bởi sự phát triển không kiểm soát được của cỏ dại
- Kiểm soát cỏ dại trên vỉa hè, thảm hoa, xung quanh cây hoặc nơi cỏ dại xuất hiện, trong sân, vườn nhà và khu vục xung quanh siêu thị 

## Sự đồng thuận về mặt khoa học pháp chế trên thế giới đối với glyphosate
Trong vài thập kỷ qua, các đánh giá nhằm mục đích cấp phép/tái gia hạn glyphosate đã được tiến hành thường xuyên bởi các cơ quan quản lý quốc tế bao gồm:
- Ngày 20 tháng 3 năm 2015, Báo cáo của Viện Nghiên cứu Ung thư quốc tế thuộc Tổ chức Y tế thế giới (Intrenational Agency for Research on Cancer -IARC) đã xếp loại glyphosate vào nhóm "có thể có khả năng gây ung thư" cùng với khí phát thải từ đốt gỗ, thực phẩm chiên ở nhiệt độ cao và thịt đỏ (nhóm 2A). Cần phải nói thêm rằng, khi đánh giá về nguy cơ của một chất nào đó, IARC không xem xét đến nguy cơ này xảy ra thế nào trong tình huống thực tế. Tổ chức này cũng không xem xét đánh giá có hay không có nguy cơ gây ung thư nếu glyphosate được sử dụng theo Hướng dẫn ghi trên nhãn thuốc đã được phê duyệt. Sau khi IARC đưa ra kết luận về glyphosate, hàng loạt các cơ quan pháp chế trên thế giới, bao gồm Hoa Kỳ, Canada, Nhật Bản, Hàn Quốc, Australia, New Zealand và Liên minh Châu Âu đã tiến hành đánh giá lại tính an toàn của glyphosate với mục đích xác định xem có cần thay đổi biện pháp quản lý đối với glyphosate hay không. Cho tới nay, các tổ chức khoa học và pháp chế trên toàn thế giới đã kết luận thuốc trừ cỏ glyphosate khi sử dụng theo đúng hướng dẫn trên mẫu nhãn không gây ra bất cứ rủi ro nghiêm trọng nào đối với sức khỏe con người, môi trường và vật nuôi.
- Tổ chức Nông lương Liên hợp quốc (FAO) và Tổ chức Y tế thế giới (WHO): Trong báo cáo tóm tắt quá trình đánh giá 3 hoạt chất glyphosate, Diazinon và Malathion phát hành ngày 16/5/2016, FAO và WHO đã kết luận glyphosate một hoạt chất được dùng trừ cỏ trong sản xuất nông nghiệp không gây ung thư. Kết luận của Hội nghị được đưa ra dựa trên kết quả đánh giá của 16 chuyên gia. Tất cả các chuyên gia đều có trình độ tiến sỹ/giáo sư đến từ Anh, Hà Lan, Hoa Kỳ, Pháp, Đức, Na Uy, Australia, Italy, Thụy sỹ và Nhật Bản, và là chuyên gia trong các lĩnh vực về hóa sinh, độc lý, sinh học, dịch tễ, hóa thực phẩm, hóa học, bệnh học. Các chuyên gia đã dành nhiều thập kỷ để nghiên cứu, phân tích và đưa ra công bố về hóa chất, các mối nguy gây ung thư và y tế công cộng.- Viện Nghiên cứu sức khỏe quốc gia Hoa Kỳ: Kết quả nghiên cứu mới đây của Viện Nghiên cứu quốc gia về sức khỏe Hoa Kỳ (2018) tiến hành trên hơn 54.000 nông dân trong suốt 20 năm tiếp xúc với glyphosate cũng cho thấy không có mối liên hệ nào giữa glyphosate và căn bệnh ung thư.
- Bộ Nông nghiệp Sri Lanka (MPI): Sri Lanka là quốc gia ban hành lệnh cấm glyphosate vào cuối năm 2015. Tuy nhiên, vào ngày 2 tháng 5 năm 2018 vừa qua, Bộ trưởng Bộ Nông nghiệp nước này đã tuyên bố dỡ bỏ lệnh cấm sử dụng hoạt chất glyphosate trên cây chè và cao su do "những tổn thất kinh tế nặng nề do cấm sử dụng glyphosate và do không có cơ sở khoa học chứng minh hoạt chất glyphosate là nguyên nhân gây ra bệnh suy thận mãn tính". Bộ trưởng cũng cho biết việc cấm sử dụng hoạt chất glyphosate đã dẫn tới thiệt hại kinh tế mỗi năm đối với ngành chè nước này là khoảng 33,2 triệu Rs (đơn vị tiền tệ của Sri Lanka), và giá trị xuất khẩu của ngành này cũng giảm khoảng 26,7 tỷ Rs mỗi năm 
- Cơ quan Bảo vệ môi trường Hoa Kỳ (US EPA) Tháng 12 năm 2017, US EPA đã ban hành Dự thảo Đánh giá rủi ro của glyphosate đối với sức khỏe con người và sinh thái như là một phần của quá trình đánh giá được thực hiện từ năm 2009. Quá trình đánh giá này diễn ra thường xuyên đối với tất cả các loại thuốc BVTV đã được phê duyệt trước đó. Mục đích của quá trình đánh giá là để đảm bảo thuốc BVTV đã đăng ký vẫn tiếp tục đáp ứng tiêu chuẩn. Đối với glyphosate, Dự thảo đánh giá rủi ro sức khỏe con người đã kết luận rằng "glyphosate không có khả năng gây ung thư cho con người. Đánh giá của US EPA không tìm thấy những rủi ro có ý nghĩa khác đối với sức khỏe con người khi sản phẩm được sử dụng theo quy định ghi trên nhãn bao bì. Các phát hiện khoa học của US EPA phù hợp với kết luận đánh giá khoa học của một số quốc gia khác cũng như nghiên cứu của Viện Sức khỏe Nông nghiệp quốc gia năm 2017 " 
- Cơ quan An toàn Thực phẩm châu Âu (EFSA) Tháng 9 năm 2017, sau khi xem xét toàn diện các dữ liệu về tác động của glyphosate đến nội tiết, EFSA công bố kết luận rằng "glyphosate không gây ra tình trạng rối loại nội tiết trên người. Kết luận này được bổ sung vào kết quả đánh giá khác của EFSA nhằm mục đích cấp Giấy phép Gia hạn cho glyphosate ở Châu Âu
- Cơ quan Quản lý dịch hại Canada (PMRA) 
Tháng 4 năm 2017, sau quá trình đánh giá lại một cách toàn diện về glyphosate, PMRA cho phép các sản phẩm có chứa hoạt chất glyphosate được tiếp tục sử dụng ở Canada. Đối với PMRA, quá trình đánh giá lại các loại thuốc BVTV là quá trình được tiến hành định kỳ, nhằm đảm bảo rằng tất cả các loại thuốc BVTV đã đăng ký tiếp tục đáp ứng các tiêu chuẩn nghiêm ngặt về sức khoẻ con người và bảo vệ môi trường. Việc đánh giá lại dựa trên dữ liệu từ ngành công nghiệp, các báo cáo khoa học đã công bố, thông tin từ các cơ quan quản lý khác nhau cũng như từ bất kỳ thông tin khoa học liên quan nào khác.
Kết luận PMRA đối với glyphosate cụ thể như sau:
+ glyphosate không gây độc với gen và không có khả năng gây ung thư cho người.
+ Ngưỡng phơi nhiễm với glyphosate trong chế độ ăn uống (thực phẩm và nước uống) không là nguy cơ gây tác động bất lợi tới sức khỏe con người.
+ Rủi ro nghề nghiệp và người dân liên quan đến việc sử dụng glyphosate là rất thấp nếu sử dụng theo đúng hướng dẫn ghi trên mẫu nhãn.
+ Khi sử dụng theo đúng hướng dẫn ghi trên mẫu nhãn, glyphosate không gây rủi ro đến môi trường.
+ Tất cả các sản phẩm chứa hoạt chất glyphosate đã đăng ký đều có hiệu lực kiểm soát cỏ dại trong nông nghiệp và quản lý đất đai phi nông nghiệp.
- Cơ quan Quản lý Hóa chất Châu Âu (ECHA): Tháng 3 năm 2017, sau khi đánh giá nghiêm ngặt và toàn diện dữ liệu về glyphosate, Ủy ban đánh giá rủi ro (RAC) của ECHA đã kết luận rằng dựa trên bằng chứng khoa học sẵn có, không nên thay đổi phân loại hiện tại về glyphosate, nghĩa là glyphosate không gây ung thc, không độc tính, không gây độc với gen và không có độc tính đối với bất kỳ mô/cơ quan đích cụ thể nào. Ngoài các nghiên cứu đã công bố về glyphosate, kết quả đánh giá của ECHA còn dựa trên các báo cáo độc lập được thực hiện bởi ngành và cơ quan quản lý khác nhau với tổng cộng 90.000 trang dữ liệu. Đánh giá khoa học này của EU phù hợp với các kết luận trước đó rằng glyphosate không gây ung thư của EFSA và Viện nghiên cứu Liên Bang Đức về An toàn và Sức khỏe lao động Đức (BfR).
- Cơ quan Quản lý Phát triển nông thôn Hàn Quốc (RDA): Tháng 3 năm 2017, RDA của Hàn Quốc công bố thông bố cơ quan này đã hoàn thiện quá trình tái đánh giá glyphosate và cũng dỡ bỏ lệnh cấm kinh doanh tạm thời hoạt chất này sau khi IARC công bố phân loại glyphosate vào nhóm 2A vào năm 2015. RDA kết luận rằng, nghiên cứu trên động vật và dịch tễ học quy mô lớn cho thấy không có mối quan hệ giữa ung thư ở người và glyphosate. Ngoài ra, RDA cũng kết luận rằng việc phơi nhiễm với glyphosate qua chế độ ăn uống thông qua các sản phẩm nông nghiệp là không đáng kể và lượng glyphosate từ chế độ ăn uống là ở ngưỡng an toàn. Cơ quan này cũng yêu cầu nông dân tuân thủ nghiêm ngặt các hướng dẫn ghi trên mẫu nhãn và các hướng dẫn an toàn khi xử lý thuốc BVTV.
- Cơ quan Quản lý Thuốc BVTV và Thuốc Thú y Australia (APVMA): Tháng 9 năm 2016, do việc phân loại của IARC về khả năng gây ung thư của glphosate, APVMA đã tiến hành đánh giá lại tính an toàn của hoạt chất này. Các đánh giá của APVMA bao gồm: khả năng gây độc, rủi ro đối với môi trường, khả năng phơi nhiễm với con người, dư lượng, đánh giá rủi ro phơi nhiễm qua khẩu phần ăn. Trong quá trình đánh giá, APVMA cũng sử dụng bản phân loại của IARC, các dữ liệu IARC tham khảo trong quá trình đánh giá, các kết quả chưa công bố, các số liệu mà IARC đã bỏ qua không tham chiếu cũng như các công bố có liên quan. Ngoài ra, APVMA xem xét đánh giá của các cơ quan quốc tế như JMPR, EFSA, ECHA, Bộ Y tế Canada, EPA New Zealand.
- Dựa trên trọng lượng của bằng chứng, APVMA kết luận như sau:
+ Phơi nhiễm với glyphosate không là nguy cơ gây ung thư hoặc gây độc gen cho người;
+ Không có bằng chứng khoa học nào về glyphosate và sản phẩm có chứa glphosate để APVMA phải thay đổi biến pháp quản lý hoạt chất này:
+ glyphosate không là mối nguy quá mức đối với người tiếp xúc hoặc xử lý thuốc hoặc sử dụng bất cứ thứ gì có chứa dư lượng của nó.
+ glyphosate không khả năng gây tác động bất lợi cho người.
+ glyphosate không khả năng gây tác động không mong muốn cho động vật, thực vật hoặc môi trường.
+ Cần tuân thủ đúng các tiêu chí do APVMA xây dựng trên cơ sở pháp luật và sẽ không làm ảnh hưởng đến thương mại trong và ngoài Australia.
+ Không có cơ sở khoa học nào để phải xem xét lại phân loại hiện tại của glyphosate và các sản phâm của nó.
+ APVMA sẽ tiếp tục giám sát nếu có bất kỳ báo cáo đánh giá mới, nghiên cứu mới nào cho thấy việc phân loại lại cần được sửa đổi.
Sau đó, vào tháng 8 năm 2017, APVMA tái khẳng định rằng glyphosate không gây ra bất cứ rủi ro ung thư nào đối với con người và các sản phẩm chứa glyphosate là an toàn khi sử dụng theo hướng dẫn ghi trên mẫu nhãn.
- Cơ quan Bảo vệ môi trường New Zealand (NZ EPA): Tháng 8 năm 2016, NZ EPA đánh giá các bằng chứng về glyphosate và kết luận rằng glyphosate không phải là chất gây độc gen hay gây ung thư.
- Viện nghiên cứu Liên Bang Đức về An toàn và Sức khỏe lao động Đức (BfR): Tháng 5 năm 2016, BfR đã kết luận "glyphosate không có nguy cơ về khả năng gây ung thư dựa theo các tiêu chí CLP"
- Hội nghị thẩm định chung giữa FAO và WHO về Dư lượng thuốc trừ sâu (JMPR): Tháng 5 năm 2016, Hội nghị của JMPR đã kết luận "Hoạt chất glyphosate không có nguy cơ gây ung thư đối với con người thông qua chế độ ăn uống". Kết luận được đưa ra dựa trên kết quả đánh giá của 16 chuyên gia. Tất cả các chuyên gia đều có có trình độ tiến sỹ/giáo sư đến từ Vương Quốc Anh, Hà Lan, Hoa Kỳ, Pháp, Đức, Na Uy, Australia, Italy, Thụy sỹ và Nhật Bản và là chuyên gia trong các lĩnh vực về hóa sinh, độc lý, sinh học, dịch tễ, hóa thực phẩm, hóa học, bệnh học. Các chuyên gia đã dành nhiều thập kỷ để nghiên cứu, phân tích và đưa ra công bố về hóa chất các mối nguy gây ung thư và y tế công cộng. Kết luận này của Hội nghị cũng thống nhất với sự đồng thuận áp đảo của các cơ quan pháp lý trên toàn cầu và được đưa ra dựa trên các kết luận mang tính khoa học của EFSA, PMRA, APVMA, US EPA.
- Hội đồng An toàn Thực phẩm Nhật Bản (FSC): Tháng 3 năm 2016, Hội đồng An toàn Thực phẩm Nhật Bản phát hành báo cáo quá trình thẩm định tính an toàn của glyphosate và kết luận glyphosate "không là chất gây ung thư, không gây ảnh hưởng sinh sản, gây quái thai hoặc gây độc về gen."
- Cơ quan Quản lý An toàn thực phẩm Châu Âu (EFSA): Tháng 11 năm 2015, EFSA đã công bố kết quả phản biện độc lập (peer review) đánh giá về hoạt chất glyphosate. Báo cáo kết luận rằng glyphosate "không gây ra các nguy cơ gây ung thư cho con người". Đánh giá của EFSA xem xét số lượng lớn các bằng chứng, bao gồm cả một số các nghiên cứu không được xem xét bởi IARC và đó là một trong những lý do đưa ra những kết luận khác nhau giữa IARC và phần còn lại của thế giới
- Cơ quan Bảo vệ môi trường Hoa Kỳ (US EPA): Tháng 10 năm 2015, Ủy ban Đánh giá Ung thư của EPA đã phân loại glyphosate thuộc nhóm "không có khả năng gây ung thư cho con người".
Sau đó, vào tháng 9 năm 2016, EPA tái xác nhận phân loại của Cơ quan này về hoạt chất này trong Ấn phẩm "glyphosate issue", theo đó "glyhphosate không có khả năng gây ung thư cho con người".
- Cơ quan Quản lý dịch hại Canada (PMRA): Tháng 4 năm 2015, PMRA kết luận "dựa trên trọng lượng của bằng chứng kết luận glyphosate không gây ung thư cho con người"
- Tổ chuyên gia đánh giá phân loại của IARC: Tổ chuyên gia đánh giá phân loại của IARC và kết luận "các dữ liệu không hỗ trợ kết luận của IARC trong việc xếp loại glyphosate vào nhóm có khả năng gây ung thư". Kết luận này của Tổ chuyên gia là phù hợp với các công bố trước đó của các cơ quan pháp chế toàn cầu về tính an toàn của hoạt chất này, rằng "glyphosate không là tác nhân gây ung thư cho người".

## Tình trạng pháp lý trên thế giới
Glyphosate được đưa vào sử dụng từ những năm 1970 và đến năm 2010 dược dán nhãn để sử dụng ở 130 quốc gia trên thế giới

## Tầm quan trọng
Glyphosate được sử dụng rộng rãi để kiểm soát cỏ dại tại khu vực Châu Á và chỉ có rất ít hoạt chất khác có thể được lựa chọn là giải pháp thay thế để trừ cỏ với hiệu quả và tính năng tương tự. Nếu không có cơ hội tiếp cận với các sản phẩm glyphosate, nông dân phải kết hợp sử dụng nhiều biện pháp và sản phẩm khác nhau hoặc làm cỏ bằng tay, bằng máy. Những phương pháp kiểm soát cỏ dại thay thế này có tác động đáng kể bao gồm giảm hiệu quả kiểm soát cỏ dại, tăng mức độ sâu bệnh, khiến nông dân khó đi lại trên các cánh đồng và chi phí kiểm soát cỏ dại cao hơn.
Theo nghiên cứu mới nhất được tiến hành bởi Tiến sỹ Graham Brookes, Viện PG Economics, Anh Quốc cho thấy, tại 7 quốc gia tại khu vực Châu Á, chi phí kiểm soát cỏ dại hàng năng sẽ tăng ở cả bảy quốc gia vào khoảng từ 1,36 tỷ đến 1,9 tỷ USD. Những tác động chính bao gồm: chi phí trừ cỏ tăng, hiệu quả kiểm soát cỏ dại giảm sút, hạn chế khả năng nông dân tiếp cận đồng ruộng và năng suất cây trồng giảm. Đây là mức tăng chi phí đầu vào đáng kể và nếu tính cả mức tác động do giảm năng suất, nông dân ở các quốc gia bị hạn chế sử dụng glyphosate sẽ không có khả năng cạnh tranh với các mặt hàng nông sản trên thế giới.
Những lợi ích kinh tế và môi trường của việc trồng ngô và bông chống chịu glyphosate ở Úc, Philippines và Việt Nam sẽ chắc chắn mất đi. Hệ quả của việc hạn chế sử dụng glyphosate sẽ bao gồm cả những lợi ích của kỹ thuật canh tác không cày bừa, làm đất bao gồm giảm xói mòn đất, tăng giữ nước, ẩm trong đất, giảm lượng phát thải carbon. Tại Việt Nam, Glyphosate hiện nay đang được sử dụng rộng rãi trong ngành nông nghiệp Việt Nam, có 3,22 triệu kg hoạt chất glyphosate đã được sử dụng vào năm 2012, tương đương với 36% tổng hoạt chất trừ cỏ đã được sử dụng tại Việt Nam. Glyphosate hiện chiếm 11% tổng ngân sách thuốc trừ cỏ và chiếm khoảng 34 triệu USD tổng ngân sách dành cho mua thuốc bảo vệ thực vật.
Nếu glyphosate không được phép sử dụng chi phí kiểm soát cỏ dại hàng năm có thể tăng tới 44 triệu USD. Thay thế glyphosate với lượng nhiều hơn các loại thuốc trừ cỏ khác, đặc biệt là paraquat và 2,4 D có thể gia tăng chi phí kiểm soát cỏ dại tới 44 triệu USD mỗi năm. Nông dân đang trồng các giống ngô chống chịu thuốc trừ cỏ mới được phê duyệt sẽ phải chuyển sang các giống ngô thường và doanh thu hàng năm sẽ giảm 39 USD/ha hoặc 2 triệu USD mỗi năm do chi phí kiểm soát cỏ dại lớn hơn và năng suất thấp hơn. Trao đổi với Dân việt về những tác động được đề cập trong nghiên cứu từ việc ngừng sử dụng thuốc diệt cỏ chứ hoạt chất glyphosate, ông Nguyễn Xuân Hồng – Nguyên Cục trưởng Cục Bảo vệ thực vật thừa nhận: "Nếu như Việt Nam cấm hoạt chất glyphosate, thì chúng ta sẽ khuyến cáo nông dân sử dụng các hoạt chất khác để thay thế, tuy nhiên chí phí sẽ cao hơn và hiệu quả diệt cỏ sẽ không bằng thuốc diệt cỏ chứa hoạt chất glyphosate.